# 大同寶寶

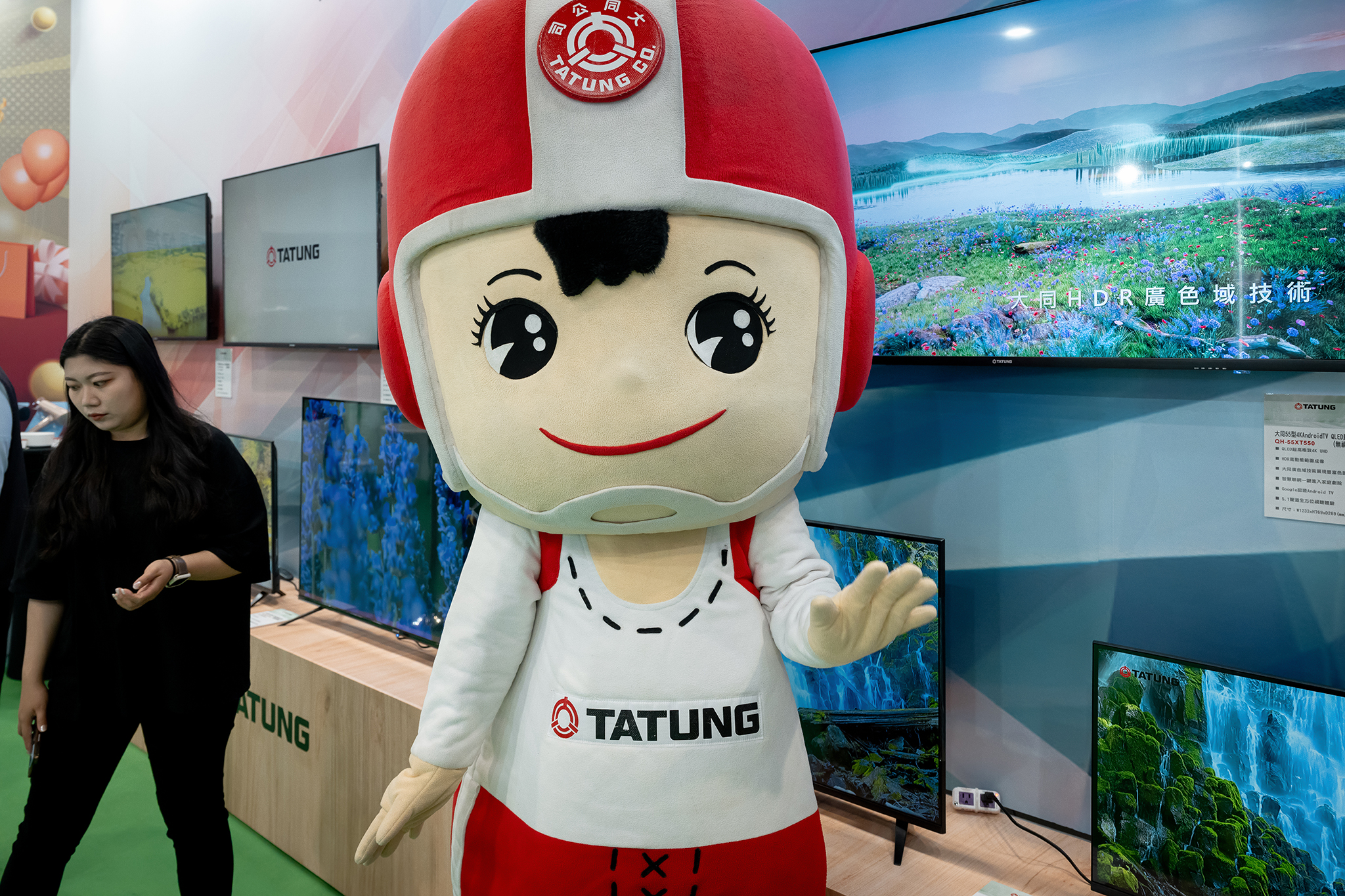
大同寶寶布偶裝

大同寶寶是台灣的大同公司於1969年推出的吉祥物。1990年代之後，大同公司雖從傳統製造業轉型成資訊廠商，但該吉祥物仍為該公司最重要的企業識別標誌，並與其該公司的廣告歌曲〈大同歌〉同為台灣人所熟悉。

## 起源
大同寶寶正式名稱為「大同健兒」。1969年，台灣無線電視正處於黑白電視轉換為彩色電視的關鍵年代。以電視為主要產品的大同公司，在討論後決定採用該公司宣傳課課長王安崇建議，模仿日本電器生產業者，推出大同寶寶作為該公司的吉祥物。同年，贈品為主的首批橡膠製大同寶寶，以約20公分高、閉眼沉思、紅色頭盔、手持橄欖球、胸前鑲著大同創業年數的造型於台灣問世；不過因市場反映不佳，大同隨即於第二批大同寶寶推出改良版。改良過後的該贈品造型與前作大致相同，只是將閉眼改成張開眼睛狀。
1970年代，由於購買該公司產品新台幣一萬元以上才可獲贈大同寶寶。因此，該橡膠製、可當錢筒的該大同寶寶，在物資缺乏的1970年代，常被認為是消費力的象徵，當作飾品放在購得的電器上。
〈大同歌〉由王安崇作詞、大同工學院日語教授李守成作曲。

## 含意

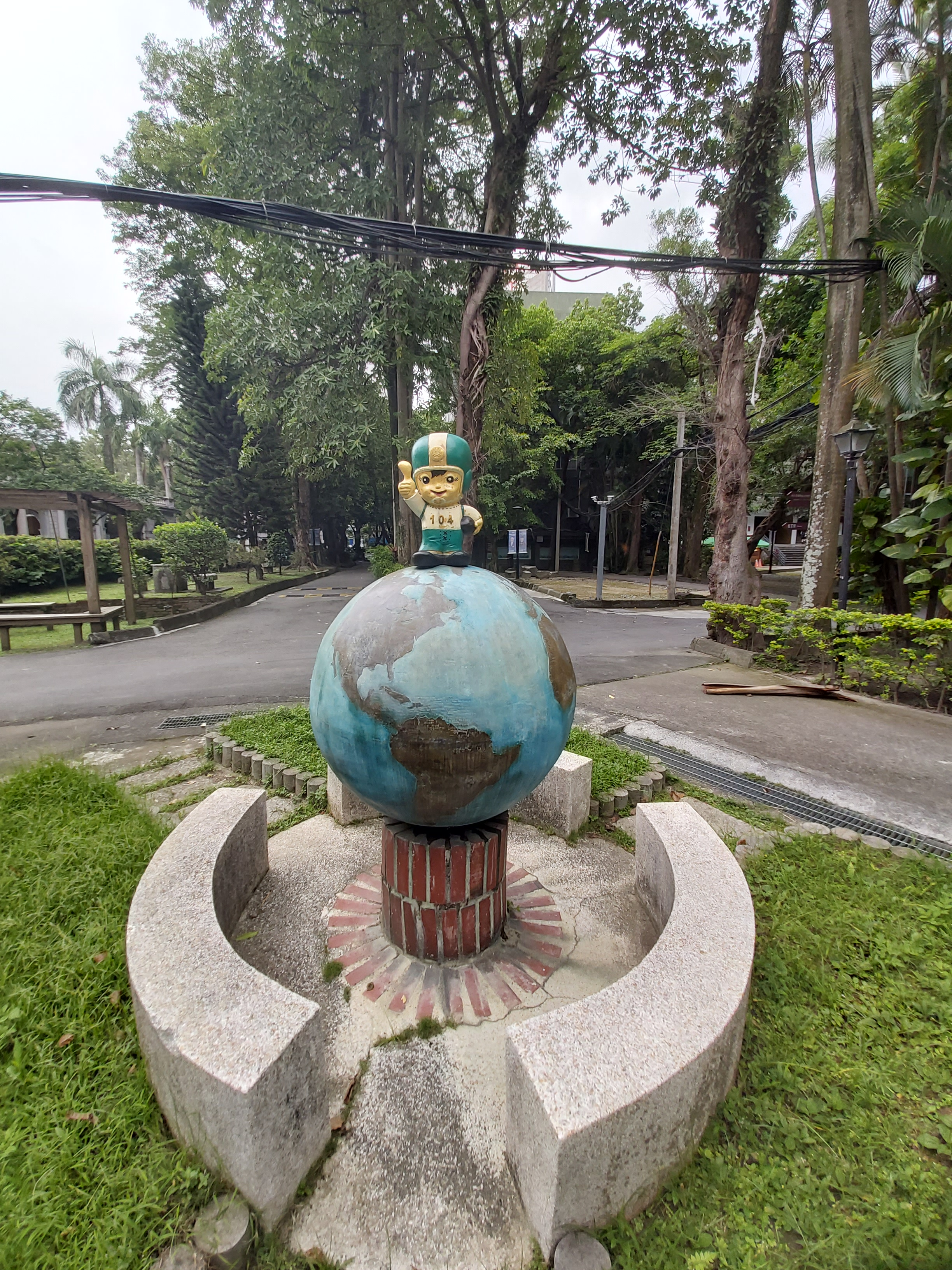
大同大學校園內的大同寶寶雕像

因為1969年（民國58年，大同公司創業51週年）橄欖球為當時台灣頗為風行運動，選手分工合作送球入門、以及不畏艱難的精神，恰與大同公司「正誠勤儉」爭取工作、熱誠服務的堅持相呼應，於是在林挺生鑑核、王安崇的提議和設計師黃連波的統籌設計後，橄欖球風格、塑膠質的大同寶寶造型出爐了。因此大同寶寶初創時，即用手握橄欖球造型出現。後來1970年代之後，棒球成為台灣最流行運動，因此也有持棒球的造型娃娃問世。2005年該公司甚至一口氣推出三種造型的棒球大同寶寶，也在台灣收藏界造成一股風潮。此外，另有大同寶寶五小福。
大同寶寶最吸引人的，莫過於是該企業娃娃胸前依不同出產年份出現的不同數字。該象徵該公司創業年數的數字（將這個數字加上1918即是出廠年份）恰巧台灣普遍使用的民國紀元相似（民國紀元加上1911即為西元年）。雖然有所差距，但仍有不少台灣民眾收集該數字的企業娃娃來做本身出生年份的紀念。
比方，1980年（民國69年）出生的台灣民眾即會常常收集胸前為「69」數字，其實此數字代表於1987年（民國76年；大同創業69週年）出廠的大同娃娃。一般來說，大部分台灣民眾仍認為大同寶寶胸前的數字等同該娃娃出產的民國紀元，但實際上大同寶寶胸前數字紀年與民國紀元相差七年。

## 市場價值
自從1969年推出胸前編號51的第一代大同寶寶贈品後，除了材質從早期軟橡膠或硬橡膠改成現今塑膠外，大體的手握棒球與橄欖球的兩造型，大致變化不大。雖說如此，但該企業娃娃在台灣仍有不少需求量，也經常造成話題。其原因不外乎：
- 網路拍賣等新興媒體與收藏市場炒作
- 同樣數字編號娃娃，不但為非市場買賣的贈品，且隔年不再生產。
- 該娃娃象徵大同公司創業年份的胸前數字與消費者的民國紀元相連接的關係

這裡面，尤其是第一批閉眼的大同娃娃，因為數量稀少，可說是有行無市。2000年代，甚至有人出價到10000元美金，卻仍無人願意割愛。至於其他的大同寶寶，拍賣網站上，編號51號-70號，可作為消費者出生年份民國紀元的大同寶寶，出價都在新台幣千元以上，至於整套出售編號51到71的大同寶寶，也大約價值1000美金以上。另一方面，台灣這種企業娃娃收集潮，咸信與日本電視文化有某些關聯。

## 疑點
有網友發現，大同寶寶的原型其實是日本已故設計師內藤RUNE的作品，其閉眼造型與第一代大同寶寶一模一樣。至於是抄襲或是委託設計，目前大同公司並沒有相關說明。

## 綠色的大同寶寶
大同寶寶還有一種帽子和短褲是綠色的版本，那是大同大學與臺北市私立大同高中的吉祥物。

## 外部連結
- 大同寶寶介紹 （页面存档备份，存于）